# 1955.
◄ | 19. stoljeće | 20. stoljeće | 21. stoljeće | ►
◄ | 1920-ih | 1930-ih | 1940-ih | 1950-ih | 1960-ih | 1970-ih | 1980-ih | ►
◄◄ | ◄ | 1952. | 1953. | 1954. | 1955. | 1956. | 1957. | 1958. | ► | ►►
Arhitektura • Astronautika • Astronomija • Biologija • Film • Fotografija • Glazba • Kazalište • Kemija • Kiparstvo • Knjige • Književnost • Kršćanstvo • Meteorologija • Medicina • Planinarstvo • Politika • Pravo • Promet • Slikarstvo • Strip • Šport • Televizija • Znanost • Zrakoplovstvo • Željeznički promet

## Događaji
- Osnovan Filozofski fakultet kao dio Sveučilišta u Zagrebu.
- 3. travnja, Hajduk pobjedio Dinamo u Zagrebu s 0:6
- 6. rujna – U Turskoj je došlo do antigrčkih izgreda.
- Objavljen je Wechslerov (Wechsler Adult Intelligence Scale) test inteligencije za odrasle.
- U Argentini dolazi do vojnog udara, kojeg predvodi Eduardo Lonardi, a tijekom kojeg je s vlasti zbačen Juan Perón.

## Rođenja

### Siječanj – ožujak
- 2. siječnja – Pavle Jurina, hrvatski trener i rukometaš († 2011.)
- 6. siječnja – Rowan Atkinson, britanski glumac i komičar
- 12. siječnja – Rockne S. O'Bannon, američki televizijski producent i pisac
- 18. siječnja – Kevin Costner, američki glumac
- 26. siječnja – Eddie Van Halen, nizozemsko-američki glazbenik
- 3. veljače – Jurica Pađen, hrvatski glazbenik
- 10. veljače – Neven Elezović, hrvatski matematičar i autor
- 17. veljače – Zlatan Vrkljan, hrvatski slikar
- 19. veljače – Jeff Daniels, američki glumac
- 24. veljače – Steve Jobs, osnivač tvrtke Apple Computer († 2011.)
- 25. veljače – Ljupčo Kocarev, sjevernomakedonski fizičar
- 15. ožujka – Jasna Zlokić, hrvatska pjevačica
- 17. ožujka – Gary Sinise, američki glumac i redatelj
- 19. ožujka – Bruce Willis, američki glumac
- 23. ožujka – Moses Malone, američki košarkaš († 2015.)
- 28. ožujka – Reba McEntire, američka pjevačica
- 30. ožujka – Zoran Gogić, hrvatski glumac

### Travanj – lipanj
- 5. travnja – Akira Toriyama, japanski mangaka (* 2024.)
- 14. svibnja – Goran Moravček, hrvatski novinar i nakladnik
- 16. svibnja – Biserka Perman, kuglačica, saborska zastupnica
- 29. svibnja – Ivanka Boljkovac, hrvatska operna pjevačica
- 5. lipnja – Aki Rahimovski, makedonsko-hrvatski pjevač († 2022.)
- 8. lipnja – Tim Berners-Lee, izumitelj World Wide Weba
- 19. lipnja – Miomir Žužul, hrvatski političar i diplomat
- 23. lipnja – Jean Tigana, francuski nogometaš i trener malijskog porijekla

### Srpanj – rujan
- 15. srpnja – Željko Burić, hrvatski liječnik i političar, trenutačni šibenski gradonačelnik
- 22. srpnja – Willem Dafoe, američki glumac
- 4. kolovoza – Billy Bob Thornton, američki glumac
- 17. kolovoza – Slavica Knežević, hrvatska glumica
- 19. kolovoza – Peter Gallagher, američki glumac
- 25. kolovoza - Hrvoje Petrač, hrvatski poduzetnik
- 7. rujna – Mira Furlan, hrvatsko-američka filmska, kazališna i TV glumica († 2021.)
- 14. rujna  – Lav XIV., papa
- 23. rujna – Paolo Rossi, talijanski nogometaš
- 25. rujna – Karl-Heinz Rummenigge, njemački nogometaš

### Listopad – prosinac
- 3. listopada – Željko Samardžić,  bosanskohercegovački i srbijanski pjevač
- 7. listopada – Yo-Yo Ma, američki violončelist
- 12. listopada – Ante Gotovina, umirovljeni general Hrvatske vojske
- 17. listopada – Galiano Pahor, hrvatski glumac († 2008.)
- 22. listopada – Bill Condon, američki filmski redatelj i scenarist
- 28. listopada – Bill Gates, američki poslovni magnat, filantrop i direktor Microsofta
- 2. studenog – Peter Bossman, slovenski političar
- 9. studenog – Jure Bogdan, hrvatski biskup
- 11. studenog – Friedrich Merz, njemački političar
- 13. studenog – Whoopi Goldberg, američka glumica, komičarka i voditeljica
- 22. studenog – Milan Bandić, hrvatski političar i zagrebački gradonačelnik († 2021.)

## Smrti

### Siječanj – ožujak
- 2. veljače – Oswald Avery, kanadski liječnik (* 1877.)
- 20. veljače – Albert Botteri, hrvatski oftalmolog, dopisni član HAZU (* 1879.)
- 11. ožujka – Sir Alexander Fleming, škotski biolog koji je otkrio penicilin (* 1881.)
- 12. ožujka – Theodor Plievier, njemački književnik (* 1892.)

### Travanj – lipanj
- 18. travnja – Albert Einstein, njemački fizičar-teoretičar (* 1879.)

### Srpanj – rujan
- 12. kolovoza – Thomas Mann, njemački književnik  (* 1875.)
- 1. rujna – Dragutin Boranić, hrvatski jezikoslovac (* 1870.)
- 19. rujna – Carl Milles, švedski kipar (* 1875.)
- 26. rujna – Augustin Čičić, hrvatski pjesnik i književni kritičar (* 1889.)
- 30. rujna – James Dean, američki glumac (* 1931.)

### Listopad – prosinac
- 13. listopada – Aleksandrina da Costa, portugalska blaženica i mističarka (* 1904.)
- 1. studenog – Antun Barac, hrvatski povjesničar (* 1894.)
- 12. studenog – Tin Ujević, hrvatski pjesnik (* 1891.)
- 8. prosinca – Hermann Weyl, njemački matematičar (* 1885.)
- 12. prosinca – Antun Dobronić, hrvatski skladatelj i glazbeni pisac (* 1878.)
- 14. prosinca – Dorothy Bernard, američka glumica (* 1890.)
- 21. prosinca – Milan Marjanović, hrvatski književnik, političar, filmski djelatnik (* 1879.)

## Nobelova nagrada za 1955. godinu
- Fizika: Willis Eugene Lamb i Polykarp Kusch
- Kemija: Vincent du Vigneaud
- Fiziologija i medicina: Hugo Theorell
- Književnost: Halldór Kiljan Laxness
- Mir: nije dodijeljena

## Vanjske poveznice
|  | Zajednički poslužitelj ima još gradiva o temi 1955. |